# Scilla cilicica
Scilla cilicica är en sparrisväxtart som beskrevs av Walter Siehe. Scilla cilicica ingår i blåstjärnesläktet som ingår i familjen sparrisväxter. Inga underarter finns listade i Catalogue of Life.

## Bilder

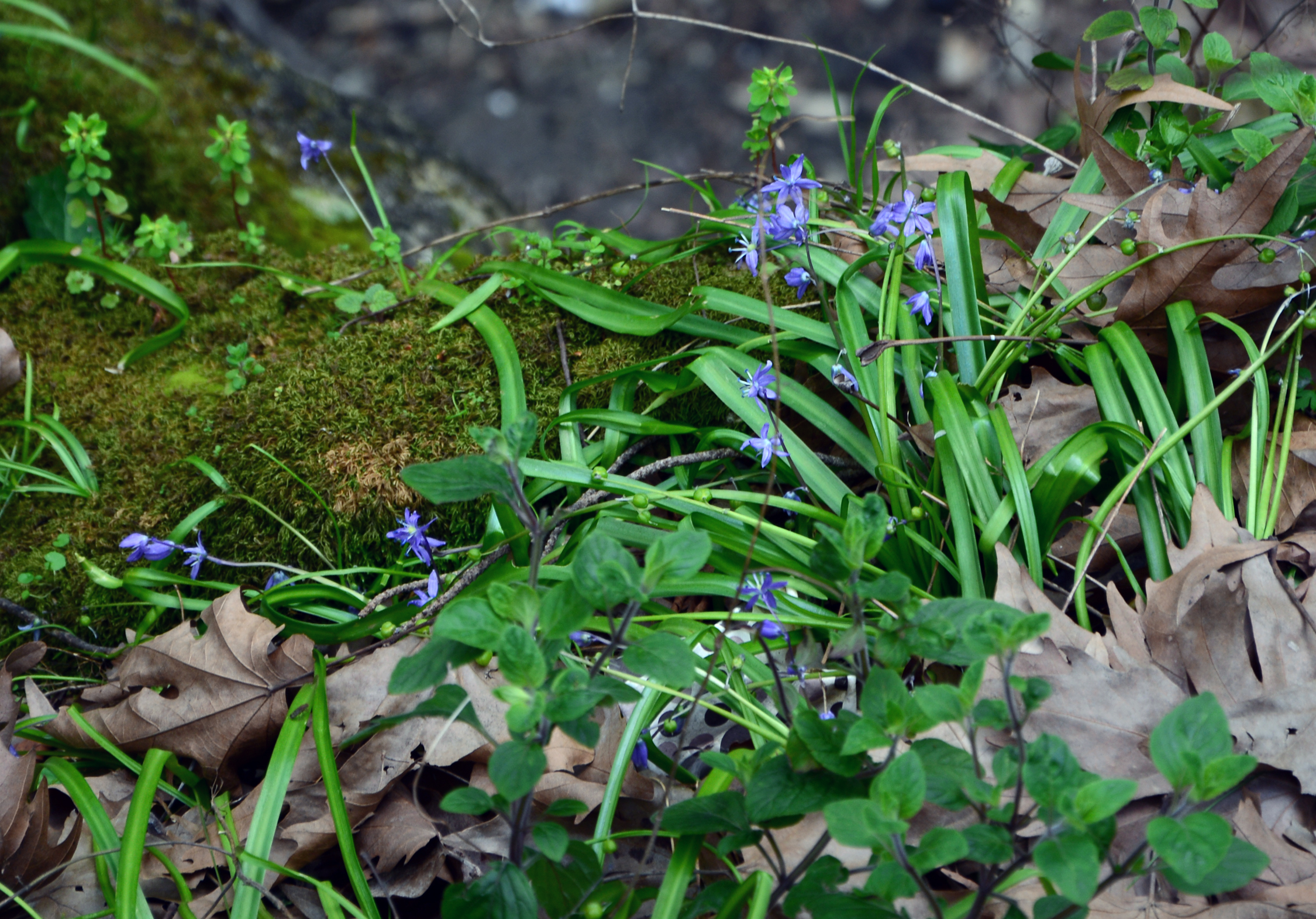
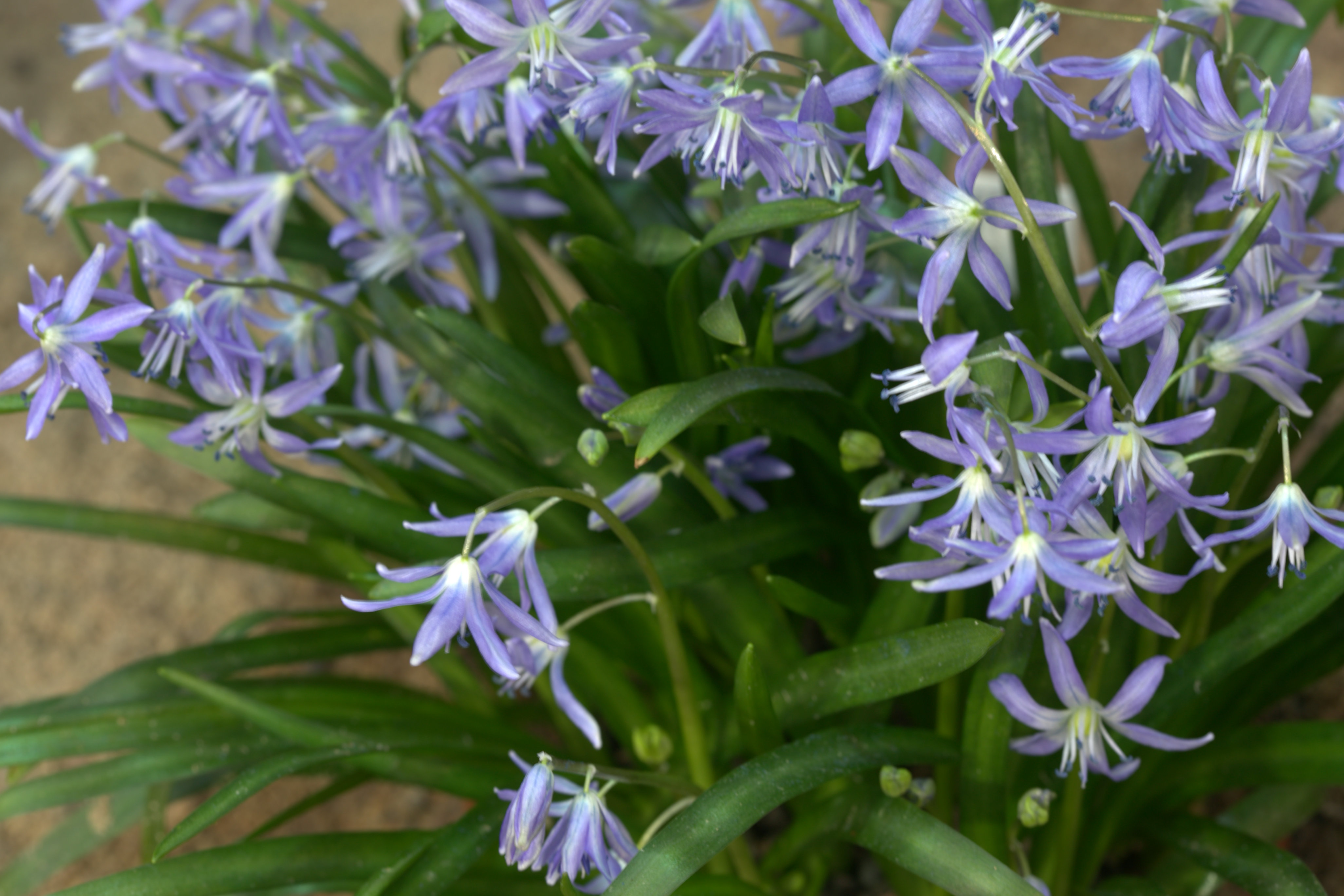
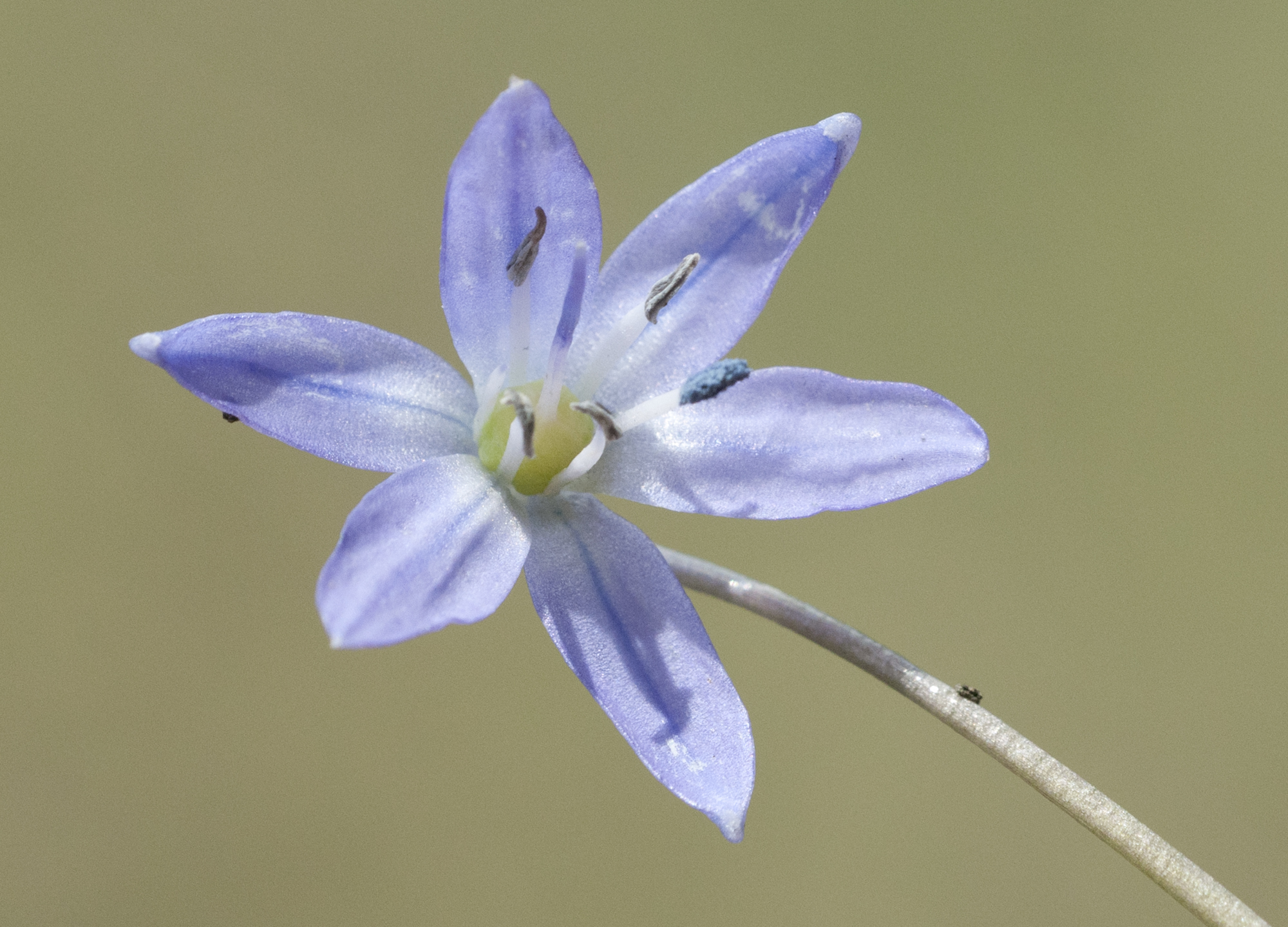